# Баєво (Баєвський район)
Баєво (рос. Баево) — село, центр Баєвського району Алтайського краю, Росія. Адміністративний центр та єдиний населений пункт Баєвської сільської ради.

## Географія
Баєво знаходиться на Кулундинській рівнині. Розташоване за 230 км на захід від Барнаула. Відстань до найближчої залізничної станції Гільовка — 37 км.
Село має вихід до річки Кулунда. Недалеко від село знаходяться озера Солоне та Лена.
Клімат континентальний, відрізняється спекотним посушливим літом і холодною малосніжною зимою. Середня температура січня від -17 °C до -19 °C, липня 19-22°С. Річна кількість опадів 250—350 мм.

## Населення
Населення — 4707 осіб (2010; 5175 у 2002).
Національний склад (станом на 2002 рік):
- росіяни — 96 %